# Metanipponaphis vandergooti
Metanipponaphis vandergooti är en insektsart. Metanipponaphis vandergooti ingår i släktet Metanipponaphis och familjen långrörsbladlöss. Inga underarter finns listade i Catalogue of Life.